# Hyperolius nitidulus
Espèce
Synonymes
- Hyperolius nitidulus aureus Perret, 1966

Statut de conservation UICN

 LC  : Préoccupation mineure
Hyperolius nitidulus est une espèce d'amphibiens de la famille des Hyperoliidae.

## Répartition
Cette espèce se rencontre de la Guinée et du Mali au Nigeria et au Cameroun.

## Publication originale
- Peters, 1875 : Über die von Herrn Professor Dr. R. Buchholz in Westafrika gesammelten Amphibien. Monatsberichte der Königlich preussischen Akademie der Wissenschaften zu Berlin, vol. 1875, p. 196-212 (texte intégral).